# Temporada 1948-49 de los New York Knicks
La Temporada 1948-49 fue la tercera de los New York Knicks en la BAA. La temporada regular acabó con 32 victorias y 28 derrotas, clasificándose para los playoffs, en los que fueron eliminados en las finales de división por los Washington Capitols.

## Temporada regular
| # | División Este           | División Este | División Este | División Este | División Este |
| # | Equipo                  | G             | P             | %             | PD            |
| - | ----------------------- | ------------- | ------------- | ------------- | ------------- |
| 1 | x-Washington Capitols   | 38            | 22            | .633          | –             |
| 2 | x-New York Knicks       | 32            | 28            | .533          | 6             |
| 3 | x-Baltimore Bullets     | 29            | 31            | .483          | 9             |
| 4 | x-Philadelphia Warriors | 28            | 32            | .467          | 10            |
| 5 | Boston Celtics          | 25            | 35            | .417          | 13            |
| 6 | Providence Steamrollers | 12            | 48            | .200          | 26            |

## Playoffs

### Semifinales de División
New York Knicks - Baltimore Bullets
| Fecha       | Partido                                        | Ciudad     |
| ----------- | ---------------------------------------------- | ---------- |
| 23 de marzo | New York Knicks 81, Baltimore Bullets 82       | Baltimore  |
| 24 de marzo | Baltimore Bullets 74, New York Knicks 84       | Nueva York |
| 26 de marzo | Baltimore Bullets 99, New York Knicks 103 (OT) | Nueva York |
|             | New York gana las series 2-1                   |            |

### Finales de División
Washington Capitols - New York Knicks
| Fecha       | Partido                                         | Ciudad           |
| ----------- | ----------------------------------------------- | ---------------- |
| 29 de marzo | New York Knicks 71, Washington Capitols 77      | Washington D. C. |
| 31 de marzo | Washington Capitols 84, New York Knicks 86 (OT) | Nueva York       |
| 2 de abril  | New York Knicks 76, Washington Capitols 84      | Washington D. C. |
|             | Washington gana las series 2-1                  |                  |

## Estadísticas
| Rk | Jugador               | Edad | P  | PT | MP | TC  | TCI  | %TC  | 3P | 3PI | %3P | TL  | TLI | %TL  | RO | RD | RT | AS  | RB | TAP | BP | FP  | PTS  |
| 1  | Carl Braun            | 21   | 57 |    |    | 5.2 | 15.9 | .330 |    |     |     | 3.7 | 4.9 | .760 |    |    |    | 3.0 |    |     |    | 2.5 | 14.2 |
| 2  | Ray Lumpp             | 25   | 24 |    |    | 4.9 | 13.0 | .376 |    |     |     | 3.8 | 4.7 | .804 |    |    |    | 1.4 |    |     |    | 3.1 | 13.5 |
| 3  | Bud Palmer            | 27   | 58 |    |    | 4.1 | 11.8 | .350 |    |     |     | 4.0 | 5.3 | .762 |    |    |    | 1.9 |    |     |    | 3.6 | 12.3 |
| 4  | Harry Gallatin        | 21   | 52 |    |    | 3.0 | 9.2  | .328 |    |     |     | 2.3 | 3.3 | .710 |    |    |    | 1.2 |    |     |    | 2.4 | 8.3  |
| 5  | Sid Tanenbaum         | 23   | 32 |    |    | 3.0 | 10.6 | .283 |    |     |     | 2.0 | 2.4 | .844 |    |    |    | 2.2 |    |     |    | 1.7 | 8.0  |
| 6  | Lee Knorek            | 27   | 60 |    |    | 2.6 | 7.6  | .341 |    |     |     | 2.2 | 3.1 | .716 |    |    |    | 2.3 |    |     |    | 4.3 | 7.4  |
| 7  | Butch van Breda Kolff | 26   | 59 |    |    | 2.2 | 6.8  | .317 |    |     |     | 2.7 | 4.1 | .671 |    |    |    | 2.4 |    |     |    | 2.5 | 7.0  |
| 8  | Tex Ritter            | 24   | 55 |    |    | 2.2 | 6.4  | .348 |    |     |     | 1.7 | 2.7 | .623 |    |    |    | 1.0 |    |     |    | 1.3 | 6.1  |
| 9  | Irv Rothenberg        | 27   | 53 |    |    | 1.9 | 6.9  | .275 |    |     |     | 2.1 | 3.3 | .644 |    |    |    | 1.3 |    |     |    | 3.3 | 5.9  |
| 10 | Tommy Byrnes          | 25   | 35 |    |    | 2.2 | 7.7  | .285 |    |     |     | 1.3 | 2.3 | .568 |    |    |    | 1.5 |    |     |    | 1.5 | 5.7  |
| 11 | Joe Colone            | 25   | 15 |    |    | 2.3 | 7.5  | .310 |    |     |     | 0.9 | 1.3 | .684 |    |    |    | 0.6 |    |     |    | 1.7 | 5.5  |
| 12 | Gene James            | 23   | 11 |    |    | 1.6 | 4.4  | .375 |    |     |     | 0.5 | 1.1 | .500 |    |    |    | 0.5 |    |     |    | 1.8 | 3.8  |
| 13 | Paul Noel             | 24   | 47 |    |    | 1.5 | 5.9  | .253 |    |     |     | 0.8 | 1.3 | .617 |    |    |    | 0.7 |    |     |    | 1.8 | 3.8  |
| 14 | Mel McGaha            | 22   | 51 |    |    | 1.2 | 3.8  | .318 |    |     |     | 1.0 | 1.7 | .591 |    |    |    | 1.0 |    |     |    | 2.0 | 3.5  |
| 15 | Ray Kuka              | 26   | 8  |    |    | 1.3 | 4.5  | .278 |    |     |     | 0.6 | 1.1 | .556 |    |    |    | 1.4 |    |     |    | 2.0 | 3.1  |
| 16 | Dick Shrider          | 25   | 4  |    |    | 0.0 | 0.0  |      |    |     |     | 0.3 | 0.8 | .333 |    |    |    | 0.5 |    |     |    | 0.5 | 0.3  |